# Сан-Костанцо
Сан-Костанцо (итал. San Costanzo) — коммуна в Италии, располагается в регионе Марке, в провинции Пезаро-э-Урбино.
Население составляет 4891 человек (2008 г.), плотность населения составляет 120 чел./км². Занимает площадь 41 км². Почтовый индекс — 61039. Телефонный код — 0721.
Покровителем коммуны почитается святой Константин, празднование 15 января.

## Демография
Динамика населения:

## Администрация коммуны
- Официальный сайт: http://www.comune.san-costanzo.pu.it